# Liste des lignes de bus de Montréal
La liste des lignes d'autobus de Montréal répertorie l'ensemble des lignes d'autobus du réseau de la Société de transport de Montréal, société de transport desservant l'agglomération de Montréal, au Québec (Canada).

## Présentation
Le réseau d'autobus de la Société de transport de Montréal (STM) se compose de 149 lignes régulières, de 10 navettes Or pour les personnes âgées, de 34 lignes express, de 12 navettes et de 23 lignes de nuit. Il comporte des lignes particulières :
- 10 à 249 Réseau local : Service régulier
- 10 à 249 Réseau Une fréquence toute la journée durant la semaine de 6 h à 21 h : lignes 18, 24, 51, 67, 105, 121, 141, 165 et 439.
- 10 à 249 Réseau Une fréquence en Période de Pointe durant la semaine de 6 h à 21 h : lignes 32, 33, 44, 45, 48, 49, 55, 64, 69, 80, 90, 97, 103, 106, 107, 112, 136, 161, 171, 187, 196, 470 & 496.
- 300 à 399 Réseau de nuit : Circuits circulant durant la nuit
- 400 à 499 Réseau express : Circuits comportant des sections sans arrêt
- 700 à 999 Réseau de navettes : Circuits vers un lieu touristique ou un évènement

Les planibus, feuillets regroupant le trajet et l'horaire des principaux arrêts par ligne, sont offerts à chaque nouvelle saison. L'intégralité de ces feuillets est disponible au niveau mezzanine de la station Berri-UQAM. Chaque arrêt d'autobus a un code d'arrêt, qui permet d'obtenir les heures de passage via le système téléphonique AUTOBUS ou le site web.

## Lignes 10 à 99: Réseau local

### Lignes 10 à 19
- 10 De Lorimier
- 11 Parc-du-Mont-Royal/Ridgewood (À partir de 21 h, ce ligne ne passe pas vers Ridgewood)
- 12 Île-des-Sœurs
- 13 Christophe-Colomb (Heures de pointe)
- 14 Atateken
- 16 Graham
- 17 Décarie
- 18 Beaubien (Ligne fréquente toute la journée)
- 19 Chabanel/Marché Central

### Lignes 20 à 29
- 22 Notre-Dame
- 24 Sherbrooke (Ligne fréquente toute la journée)
- 25 Angus (Lundi au vendredi)
- 26 Mercier-Est
- 27 Saint-Joseph
- 28 Honoré-Beaugrand
- 29 Rachel

### Lignes 30 à 39
- 30 Saint-Denis/Saint-Hubert
- 31 Saint-Denis
- 32 Lacordaire (Ligne fréquente en période de pointe)
- 33 Langelier (Ligne fréquente en période de pointe)
- 34 Sainte-Catherine
- 35 Griffintown
- 36 Monk
- 37 Jolicoeur
- 38 De l'Église (Nouvelle ligne depuis le 26 Août 2024)
- 39 Des Grandes-Prairies (Service aux heures de pointe)

### Lignes 40 à 49
- 40 Henri-Bourassa Est (Lundi au vendredi)
- 41 Quartier Saint-Michel/Ahuntsic (Lundi au vendredi)
- 43 Monselet
- 44 Armand-Bombardier (Ligne fréquente en période de pointe)
- 45 Papineau (Ligne fréquente en période de pointe)
- 46 Casgrain (Lundi au vendredi)
- 47 Masson
- 48 Perras (Ligne fréquente en période de pointe)
- 49 Maurice-Duplessis (Ligne fréquente en période de pointe)

### Lignes 50 à 59
- 50 Vieux-Montréal/Vieux-Port (Anciennement : 715)
- 51 Édouard-Montpetit (Ligne fréquente toute la journée)
- 52 De Liège (Service aux heures de pointe)
- 54 Charland/Chabanel (Lundi au vendredi)
- 55 Saint-Laurent (Ligne fréquente en période de pointe)
- 56 Saint-Hubert (Jours d'école)
- 57 Charlevoix (Anciennement : Pointe-St-Charles)

### Lignes 60 à 69
- 61 Wellington
- 63 Girouard (Lundi au samedi)
- 64 Grenet (Ligne fréquente en période de pointe)
- 66 The Boulevard
- 67 Saint-Michel (Ligne fréquente toute la journée)
- 68 Pierrefonds
- 69 Gouin (Ligne fréquente en période de pointe)

### Lignes 70 à 79
- 70 Bois-Franc
- 71 Pointe-Saint-Charles (Anciennement : Du Centre)
- 72 Alfred-Nobel (Lundi au vendredi)
- 73 Dalton (Service aux heures de pointe)
- 74 Bridge

### Lignes 80 à 89
- 80 Du Parc (Ligne fréquente en période de pointe)
- 81 Saint-Jean-Baptiste
- 85 Hochelaga
- 86 Pointe-aux-Trembles

### Lignes 90 à 99
- 90 Saint-Jacques (Ligne fréquente en période de pointe)
- 92 Jean-Talon Ouest
- 93 Jean-Talon
- 94 D'Iberville
- 95 Bélanger
- 97 Avenue-du-Mont-Royal (Ligne fréquente en période de pointe)
- 99 Villeray

## Lignes 100 à 199: Réseau local

### Lignes 100 à 108
- 100 Crémazie
- 101 Saint-Patrick (Maintenant Service Régulier)
- 102 Somerled
- 103 Monkland (Ligne fréquente en période de pointe)
- 104 Cavendish
- 105 Sherbrooke (Ligne fréquente toute la journée)
- 106 Newman (Ligne fréquente en période de pointe)
- 107 Verdun (Ligne fréquente en période de pointe)
- 108 Bannantyne

### Lignes 110 à 119
- 110 Centrale
- 112 Airlie (Ligne fréquente en période de pointe)
- 113 Lapierre
- 114 Angrignon (Nouvelle ligne depuis le 26 Août 2024)
- 115 Paré (Service aux heures de pointe)
- 117 O'Brien
- 119 Rockland

### Lignes 120 à 129
- 121 Sauvé/Côte-Vertu (Ligne fréquente toute la journée)
- 123 Dollard/Shevchenko (Anciennement : Dollard)
- 124 Victoria
- 125 Ontario
- 126 Thimens/Grenet (Jours d'école)
- 128 Ville-Saint-Laurent
- 129 Côte-Sainte-Catherine (Avant 19 h 30, Terminus Clanranald/Isabella, 19 h 30 à 1 h, Terminus Décarie/Lucy)

### Lignes 130 à 139
- 131 De l'Assomption
- 135 De l'Esplanade (Service aux heures de pointe)
- 136 Viau (Ligne fréquente en période de pointe)
- 138 Notre-Dame-de-Grâce
- 139 Pie-IX

### Lignes 140 à 149
- 140 Fleury
- 141 Jean-Talon Est (Ligne fréquente toute la journée)
- 144 Avenue des Pins
- 146 Christophe-Colomb/Meilleur

### Lignes 150 à 159
- 150 René-Lévesque (Maintenant jusqu'à Minuit)

### Lignes 160 à 169
- 160 Barclay
- 161 Van Horne (Ligne fréquente en période de pointe)
- 162 Westminster
- 164 Dudemaine
- 165 Côte-des-Neiges (Ligne fréquente toute la journée)
- 166 Queen-Mary (À partir de 20 h, ce bus passe par Ridgewood)
- 168 Cité-du-Havre

### Lignes 170 à 179
- 170 Keller
- 171 Henri-Bourassa (Ligne fréquente en période de pointe)
- 172 du Golf (Lundi au vendredi)[4]
- 174 Côte-Vertu (Lundi au vendredi)
- 175 Griffith/Saint-François (Lundi au vendredi)
- 176 Berlioz [4]
- 177 Thimens
- 179 De L'Acadie

### Lignes 180 à 189
- 180 De Salaberry
- 183 Gouin Est
- 185 Sherbrooke
- 186 Sherbrooke-Est
- 187 René-Lévesque (Ligne fréquente en période de pointe)
- 188 Couture (Service aux heures de pointe (dir. ouest AM))
- 189 Notre-Dame

### Lignes 190 à 199
- 190 Norman (Nouvelle ligne depuis le 26 Août 2024)
- 192 Robert
- 193 Jarry (Ligne fréquente en période de pointe)
- 195 Dorval/Angrignon (Anciennement : Sherbrooke/Notre-Dame)
- 196 Parc-Industriel-Lachine (Lundi au vendredi) (Ligne fréquente en période de pointe)
- 197 Rosemont (Ligne fréquente en période de pointe)
- 198 Broadway (Nouvelle ligne depuis le 26 Août 2024)

## Lignes 200 à 229: Réseau local

### Lignes 200 à 209
- 200 Sainte-Anne-de-Bellevue
- 201 Saint-Charles/Saint-Jean
- 202 Dawson
- 203 Carson
- 204 Cardinal
- 205 Gouin
- 206 Roger-Pilon
- 207 Jacques-Bizard
- 208 Brunswick
- 209 Des Sources/Aéroport (Service régulier depuis 2023)

### Lignes 210 à 219
- 211 Bord-du-Lac
- 212 Sainte-Anne
- 213 Parc-Industriel-Saint-Laurent (Service aux heures de pointe)
- 215 Henri-Bourassa
- 216 Transcanadienne (Service aux heures de pointe)
- 217 Anse-à-l'Orme
- 218 Antoine-Faucon (Service aux heures de pointe)
- 219 Chemin Sainte-Marie (Service aux heures de pointe)

### Lignes 220 à 229
- 220 Kieran (Lundi au vendredi)
- 225 Hymus (Service aux heures de pointe)

## Lignes 350 à 399: Réseau de nuit
Note : La ligne 747 est aussi en service durant la nuit, mais elle n'est pas reprise ici pour éviter un doublon.

### Lignes 350 à 359
- 350 Verdun/LaSalle
- 353 Lacordaire/Maurice-Duplessis
- 354 Sainte-Anne-de-Bellevue/Centre-Ville
- 355 Pie-IX
- 356 Lachine/YUL Aéroport Montréal-Trudeau/Des Sources -(Renommé)-(Fin août 2019)
- 357 Saint-Michel
- 358 Sainte-Catherine -(Renommé : 358-René-Lévesque à partir 16 Juin 2025)
- 359 Papineau

### Lignes 360 à 369
- 360 Avenue Des Pins
- 361 Saint-Denis
- 362 Hochelaga/Notre-Dame
- 363 Saint-Laurent
- 364 Sherbrooke/Joseph-Renaud
- 365 Du Parc
- 368 Avenue-du-Mont-Royal
- 369 Côte-des-Neiges

### Lignes 370 à 379
- 370 Rosemont
- 371 Décarie
- 372 Jean-Talon
- 376 Pierrefonds/Centre-Ville
- 378 Sauvé/YUL Aéroport Montréal-Trudeau

### Lignes 380 à 389
- 380 Henri-Bourassa
- 382 Pierrefonds/Saint-Charles

## Lignes 400 à 499: Réseau express

Express (ancien logo).

Note : la majorité de ces lignes du réseau express sont fonctionnelles uniquement durant les heures de pointe.
- 401 Express Saint-Charles
- 405 Express Bord-du-Lac
- 407 Express Île-Bizard
- 409 Express Des Sources
- 410 Express Notre-Dame
- 411 Express Lionel-Groulx
- 419 Express John Abbott
- 420 Express Notre-Dame-de-Grâce
- 425 Express Anse-à-l'Orme
- 427 Express Saint-Joseph
- 428 Express Parcs Industriels de l'Est
- 430 Express Pointe-aux-Trembles
- 432 Express Lacordaire
- 439 Express Pie-IX (Ligne fréquente toute la journée)
- 440 Express Charleroi
- 444 Express Cégep Marie-Victorin
- 445 Express Papineau
- 448 Express Maurice-Duplessis
- 449 Express Rivière-des-Prairies
- 460 Express Métropolitaine
- 465 Express Côte-des-Neiges
- 467 Express Saint-Michel
- 468 Express Pierrefonds/Gouin
- 469 Express Henri-Bourassa
- 470 Express Pierrefonds (Ligne fréquente en période de pointe)
- 475 Express Dollard-des-Ormeaux
- 480 Express Du Parc
- 485 Express Antoine-Faucon
- 486 Express Sherbrooke
- 487 Express Bout-de-l'Île
- 491 Express Provost (Anciennement : Express Lachine)
- 496 Express Victoria (Ligne fréquente en période de pointe)

## Lignes 500 à 599: Réseau de navettes - REM
- 568 Navette REM - Gare Centrale/Îles-des-Soeurs

## Lignes 700 à 999: Réseau de navettes
- 711 Parc-du-Mont-Royal/Oratoire (Service saisonnier)
- 747 YUL Aéroport/Centre-Ville
- 767 La Ronde/Station Jean-Drapeau  (Service saisonnier)
- 768 Plage Jean-Doré/Station Jean-Drapeau (Service saisonnier)
- 769 La Ronde/Station Papineau (Service saisonnier)
- 777 Jean-Drapeau/Casino/Bonaventure
- 777X Casino/Station Jean-Drapeau
- 804 Navette De La Montagne
- 811 Navette Services Santé
- 814 Navette Jean-Talon/Bélanger
- 822 Navette Longue-Pointe
- 872 Île-des-Sœurs
- 930 Navette Des Alouettes
- 968 Trainbus Roxboro/Côte-Vertu

La ligne 747 YUL Aéroport Montréal/Centre-Ville relie l'aéroport de Montréal et la gare d'autocars de Montréal. Au centre-ville, il y a des arrêts à la station de métro Lionel-Groulx, aux intersections du boulevard René-Lévesque et des rues Guy, Drummond, Peel, Mansfield, Union, Jeanne-Mance, Saint-Laurent et de l'Hôtel-de-Ville ainsi qu'à la station de métro Berri-UQAM. En novembre 2023, le tarif est de 11 $ en espèces à bord (pièces uniquement) ou par carte de crédit ou débit et espèces aux distributeurs dans le hall d'arrivée de l'aéroport. Certains titres de transport de la STM ou du RTM sont également acceptés. La ligne 747 est mise en service à minuit la nuit du 28 au 29 mars 2010 et a accueilli son millionième passager le 13 mai 2011, soit 410 jours après sa mise en service.

## Sources